# 밀른 모델

밀른 모델에서는과거와 미래의 광추를 포함하는 관측 가능 우주의 시공간 다이어그램의 시공간에 대한 특수 상대성 이론에 "타 지점"을 추가하면서 설명하고 있다.

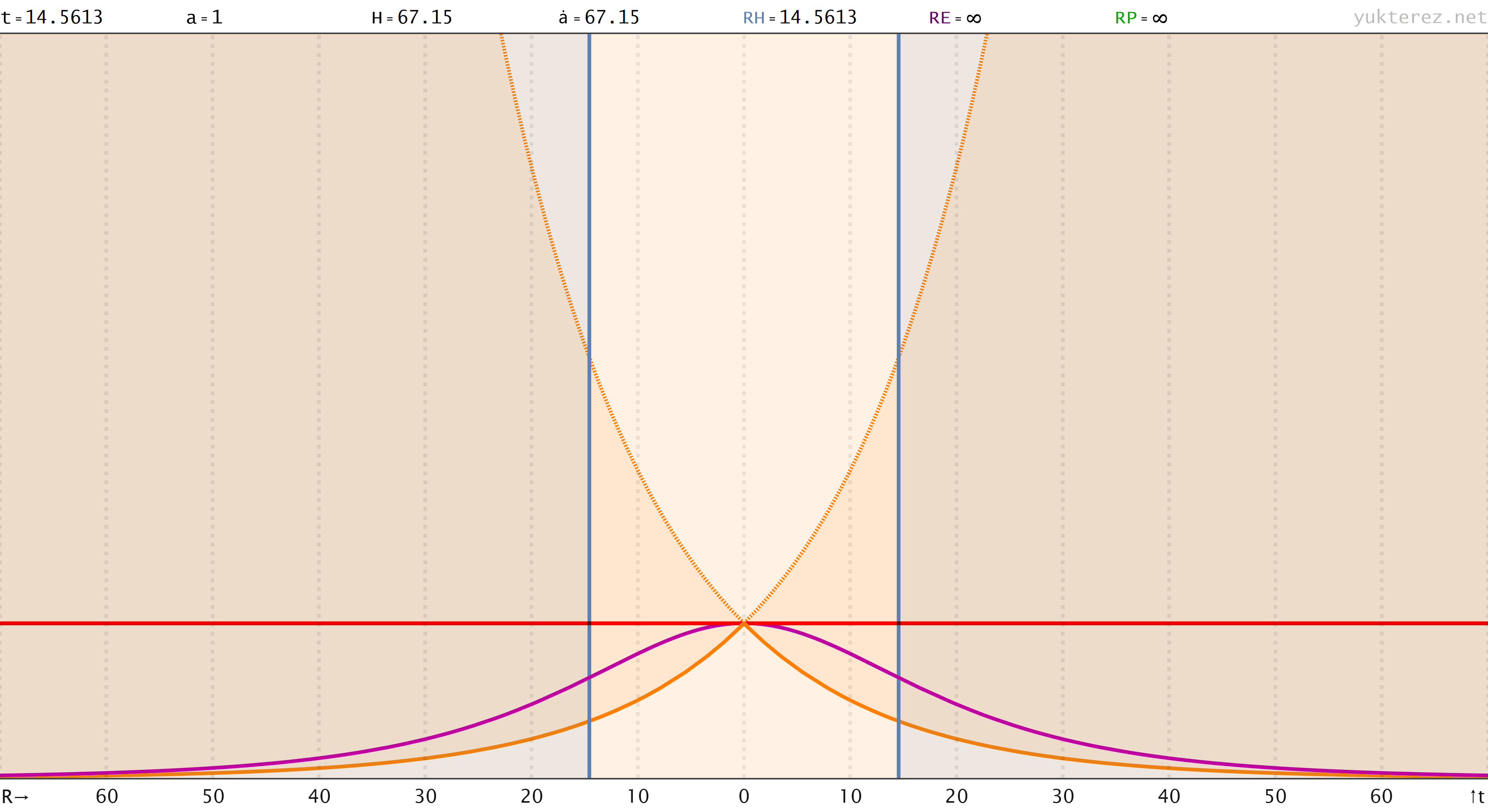
FLRW 좌표에서 공변 하는 밀른 모델: 허블 반경(파란색)은 일정한 공변 거리에 있다. 과거와 미래의 광원뿔은 주황색으로, 현재의 민코프스키 초곡면은 보라색으로, 일정한 FLRW 시간의 초곡면은 빨간색으로 표시되어 있다.

밀른 모델은 우주의 특수 상대성 이론에 따른 우주론 모델의 하나로 에드워드 아서 밀른이 1935년에 제안하였다. 이는 에너지 밀도가 0인 한계에서 FLRW 모델의 특수한 경우와 수학적으로 동등하여 우주론적 원리를 따른다. 밀른 모델은 평평한 민코프스키 공간을 간단히 재 매개변수화 한 것이라는 점에서 린들러 공간과 유사하다.
밀른 모델은 에너지 밀도가 0이고 공간 곡률이 최대로 음수이기 때문에 우주론적 관측과는 일치하지 않는다. 우주론자들의 실제 관측에 의하면 우주의 밀도 매개변수는 단위 값에 해당하고 곡률은 평탄성과 일치한다.

## 밀른 계량
밀른 우주는 보다 일반적인 프리드만–르메트르–로버트슨–워커 모델 (FLRW)의 특수한 경우이다. 밀른의 해는 에너지 밀도, 압력, 우주상수가 모두 0이고 공간 곡률이 음수라는 것을 요구함으로써 보다 일반적인 FLRW 모델에서 얻을 수 있다.  이러한 가정과 프리드만 방정식에서 스케일 인자는 시간 좌표에 선형적으로 의존해야 함이 유도된다.
공간 곡률과 빛의 속도를 1의 값으로 설정하면 밀른 우주의 계량은 초구면 좌표로 다음과 같이 표현될 수 있다.
{\displaystyle ds^{2}=dt^{2}-t^{2}(d\chi ^{2}+\sinh ^{2}{\chi }d\Omega ^{2})\ }
여기서,
{\displaystyle d\Omega ^{2}=d\theta ^{2}+\sin ^{2}\theta d\phi ^{2}\ }
는 2구(two-sphere)의 계량이고
{\displaystyle \chi =\sinh ^{-1}{r}}
는 0과  {\displaystyle +\infty } 사이에서 변하는 음의 곡률 공간에 대한 곡률 보정된 반경 성분이다.
밀른 모델이 설명하는 빈 공간  좌표의 변경을 통해 민코프스키 이벤트 공간 광원뿔 내부와 동일시 될 수 있다.
밀른은 일반 상대성 이론과 독자적으로 이 모델을 개발했지만 특수 상대성 이론에 대한 인식은 있었다. 그가 처음 설명했듯이 이 모델에는 공간의 팽창이 없으므로 모든 적색편이( 특이한 속도 로 인한 적색편이 제외)는 가상의 "폭발"과 관련된 후퇴 속도로 설명된다. 그러나 0 에너지 밀도의 수학적 동등성( {\displaystyle \rho =0} ) FLRW 계량의 버전을 밀른의 모델에 적용하면, 밀른의 가정을 사용한 완전한 일반 상대성 이론의 처리는 감속 매개변수가 그러한 모델에서 유일하게 0이기 때문에 모든 시간에 대해 선형적으로 증가하는 척도 계수가 도출된다.

## 밀른 밀도 함수
밀른은 우주의 밀도가 시간이 지남에 따라 변하는 것은 처음에 물질이 외부로 폭발했기 때문이라고 제안했다. 밀른의 모델은 로렌츠 불변량(사건 t=x=y=z=0 주변)인 비균질 밀도 함수를 가정하고 있다. 밀른의 밀도 분포를 그래픽으로 표현하면, 바깥쪽 모서리가 빛의 속도로 바깥쪽으로 움직이는 3차원 구형 로바체프스키 패턴을 보여준다. 모든 관성체는 자신이 물질 폭발의 중심에 있다고 인식하고( 관측 가능한 우주 참고), 우주론적 원리의 의미에서 지역 우주를 균질하고 등방적이라고 본다.
일반 상대성 이론과 일관성을 유지하기 위해서 우주의 밀도는 밀른 모델이 적용되는 모든 시간의 임계 밀도와 비교하여 무시할 정도이어야 한다.

## 참고문헌
- 밀른 우주론: 내가 계속 이야기하는 이유 2006년 9월 12일   보관됨 12 9월 2006 - 웨이백 머신 - Milne 모델에 대한 자세한 비기술적 소개
- 영국 우주론 전통에 대한 철저한 역사적, 이론적 연구와 밀른에 대한 긴 찬사.